# Campeonato Mundial de Natação em Piscina Curta de 2018 - 100 m costas masculino
A prova dos 100 metros nado costas masculino do Campeonato Mundial de Natação em Piscina Curta de 2018 foi disputado entre os dias 11 e 12 de dezembro de 2018, no Hangzhou Sports Park Stadium, em Hangzhou, na China. 

## Recordes
Antes desta competição, os recordes mundiais e do campeonato nesta prova eram os seguintes:
|                       | Nome             | Nacionalidade | Tempo | Local  | Data                   |
| --------------------- | ---------------- | ------------- | ----- | ------ | ---------------------- |
| Recorde mundial       | Xu Jiayu         | China         | 48.88 | Tóquio | 11 de novembro de 2018 |
| Recorde do campeonato | Stanislav Donets | Rússia        | 48.95 | Dubai  | 19 de dezembro de 2010 |

## Medalhistas
| Ouro              | Prata          | Bronze                   |
| Ryan Murphy (USA) | Xu Jiayu (CHN) | Kliment Kolesnikov (RUS) |

## Resultados

### Eliminatórias
As eliminatórias ocorreram dia 11 de dezembro com um total de 48 nadadores. 
| Colocação | Bateria | Raia | Nadador                         | Nacionalidade            | Tempo   | Notas |
| --------- | ------- | ---- | ------------------------------- | ------------------------ | ------- | ----- |
| 1         | 3       | 4    | Guilherme Guido                 | Brasil                   | 49.57   | Q,    |
| 2         | 4       | 8    | Ryan Murphy                     | Estados Unidos           | 49.72   | Q     |
| 3         | 4       | 4    | Xu Jiayu                        | China                    | 49.83   | Q     |
| 4         | 3       | 0    | Matt Grevers                    | Estados Unidos           | 50.12   | Q     |
| 5         | 4       | 3    | Robert Glință                   | Roménia                  | 50.22   | Q     |
| 6         | 4       | 5    | Mitch Larkin                    | Austrália                | 50.27   | Q     |
| 7         | 3       | 3    | Christian Diener                | Alemanha                 | 50.28   | Q     |
| 8         | 5       | 5    | Simone Sabbioni                 | Itália                   | 50.62   | Q     |
| 9         | 3       | 5    | Radosław Kawęcki                | Polónia                  | 50.73   | Q     |
| 9         | 5       | 6    | Ryosuke Irie                    | Japão                    | 50.73   | Q     |
| 11        | 5       | 4    | Kliment Kolesnikov              | Rússia                   | 50.76   | Q     |
| 12        | 4       | 6    | Apostolos Christou              | Grécia                   | 50.92   | Q     |
| 13        | 3       | 6    | Guilherme Basseto               | Brasil                   | 50.94   | Q     |
| 14        | 3       | 1    | Anton Lončar                    | Croácia                  | 51.09   | Q     |
| 15        | 5       | 3    | Andrei Shabasov                 | Rússia                   | 51.16   | Q     |
| 16        | 2       | 4    | Thomas Ceccon                   | Itália                   | 51.30   | Q     |
| 17        | 4       | 1    | Gabriel Lopes                   | Portugal                 | 51.48   |       |
| 18        | 4       | 7    | Viktar Staselovich              | Bielorrússia             | 51.59   |       |
| 19        | 5       | 2    | Markus Lie                      | Noruega                  | 51.60   |       |
| 20        | 3       | 8    | Bradlee Ashby                   | Nova Zelândia            | 51.61   |       |
| 21        | 5       | 7    | Tomáš Franta                    | Chéquia                  | 51.82   |       |
| 22        | 2       | 3    | Omar Pinzón                     | Colômbia                 | 51.87   |       |
| 23        | 4       | 2    | Yuma Edo                        | Japão                    | 51.88   |       |
| 24        | 3       | 9    | Conor Ferguson                  | Irlanda                  | 52.04   |       |
| 25        | 3       | 7    | Hugo González                   | Espanha                  | 52.05   |       |
| 26        | 3       | 2    | Cătălin Ungur                   | Roménia                  | 52.28   |       |
| 27        | 5       | 8    | Bernhard Reitshammer            | Áustria                  | 52.34   |       |
| 28        | 5       | 1    | Li Guangyuan                    | China                    | 52.36   |       |
| 29        | 2       | 2    | Paul Lê Nguyễn                  | Vietname                 | 52.48   |       |
| 30        | 5       | 0    | Dávid Földházi                  | Hungria                  | 52.60   |       |
| 31        | 5       | 9    | İskender Başlakov               | Turquia                  | 52.79   |       |
| 32        | 4       | 0    | Thierry Bollin                  | Suíça                    | 53.02   |       |
| 33        | 4       | 9    | Chuang Mu-lun                   | Taipé Chinesa            | 53.81   |       |
| 34        | 1       | 8    | Merdan Atayev                   | Turquemenistão           | 54.29   |       |
| 35        | 2       | 7    | Ģirts Feldbergs                 | Letônia                  | 54.79   |       |
| 36        | 1       | 1    | Cadell Lyons                    | Trinidad e Tobago        | 54.92   |       |
| 37        | 2       | 5    | Lee Ju-ho                       | Coreia do Sul            | 55.02   |       |
| 38        | 2       | 6    | Armando Barrera Aira            | Cuba                     | 55.07   |       |
| 39        | 2       | 9    | Filippos Iakovidis              | Chipre                   | 55.87   |       |
| 40        | 2       | 0    | Matthew Mays                    | Ilhas Virgens Americanas | 56.09   |       |
| 41        | 1       | 4    | Eisner Barberena Espinoza       | Nicarágua                | 56.78   |       |
| 42        | 1       | 7    | Heriniavo Michael Rasolonjatovo | Madagáscar               | 59.02   |       |
| 43        | 1       | 5    | Abdulaziz Al-Obaidly            | Catar                    | 59.41   |       |
| 44        | 1       | 3    | Bede Aitu                       | Ilhas Cook               | 59.68   |       |
| 45        | 1       | 2    | Omar Al-Rowaila                 | Bahrein                  | 1:02.90 |       |
| 46        | 1       | 6    | Joel Gjini                      | Albânia                  | 1:05.00 |       |
| 47        | 1       | 0    | Ali Imaan                       | Maldivas                 | 1:08.71 |       |
| 48        | 2       | 8    | Driss Lahrichi                  | Marrocos                 | DSQ     |       |

### Semifinal
A semifinal ocorreu dia 11 de dezembro. 
| Colocação | Bateria | Raia | Nadador            | Nacionalidade  | Tempo | Notas |
| --------- | ------- | ---- | ------------------ | -------------- | ----- | ----- |
| 1         | 2       | 5    | Xu Jiayu           | China          | 49.21 | Q     |
| 2         | 2       | 4    | Guilherme Guido    | Brasil         | 49.45 | Q,    |
| 3         | 1       | 4    | Ryan Murphy        | Estados Unidos | 49.52 | Q     |
| 4         | 2       | 7    | Kliment Kolesnikov | Rússia         | 49.62 | Q     |
| 5         | 1       | 5    | Matt Grevers       | Estados Unidos | 49.97 | Q     |
| 6         | 2       | 3    | Robert Glință      | Roménia        | 49.98 | Q     |
| 7         | 2       | 6    | Christian Diener   | Alemanha       | 50.04 | Q     |
| 8         | 1       | 3    | Mitch Larkin       | Austrália      | 50.12 | Q     |
| 9         | 1       | 6    | Simone Sabbioni    | Itália         | 50.21 |       |
| 10        | 2       | 8    | Andrei Shabasov    | Rússia         | 50.32 |       |
| 11        | 2       | 2    | Radosław Kawęcki   | Polónia        | 50.43 |       |
| 12        | 1       | 2    | Ryosuke Irie       | Japão          | 50.45 |       |
| 13        | 2       | 1    | Guilherme Basseto  | Brasil         | 50.83 |       |
| 14        | 1       | 7    | Apostolos Christou | Grécia         | 50.91 |       |
| 15        | 1       | 8    | Thomas Ceccon      | Itália         | 50.96 |       |
| 16        | 1       | 1    | Anton Lončar       | Croácia        | 51.20 |       |

### Final
A final foi realizada em 12 de dezembro. 
| Colocação         | Raia | Nadador            | Nacionalidade  | Tempo | Notas |
| ----------------- | ---- | ------------------ | -------------- | ----- | ----- |
| Medalha de ouro   | 3    | Ryan Murphy        | Estados Unidos | 49.23 |       |
| Medalha de prata  | 4    | Xu Jiayu           | China          | 49.26 |       |
| Medalha de bronze | 6    | Kliment Kolesnikov | Rússia         | 49.40 |       |
| 4                 | 8    | Mitch Larkin       | Austrália      | 49.46 |       |
| 5                 | 5    | Guilherme Guido    | Brasil         | 49.75 |       |
| 6                 | 2    | Matt Grevers       | Estados Unidos | 50.02 |       |
| 7                 | 1    | Christian Diener   | Alemanha       | 50.24 |       |
| 8                 | 7    | Robert Glință      | Roménia        | 50.36 |       |

Legenda
| Recorde mundial       | Recorde mundial (World record)               |                       | Recorde africano                      | Recorde africano (African) |                                           | Q | Classificado por posição (Qualified) |
| Recorde do campeonato | Recorde do campeonato (Championship record)  | Recorde da América    | Recorde da América (Americas)         | q                          | Classificado por melhor tempo (Qualified) |   |                                      |
| Melhor marca do ano   | Melhor marca do ano (World leading)          | Recorde asiático      | Recorde asiático (Asian)              | DNS                        | Não largou (Did not start)                |   |                                      |
| Recorde nacional      | Recorde nacional (National record)           | Recorde europeu       | Recorde europeu (European)            | DNF                        | Não terminou (Did not finish)             |   |                                      |
| Recorde pessoal       | Recorde pessoal do atleta (Personal best)    | Recorde da Oceania    | Recorde da Oceania (Oceania)          | DSQ / DQ                   | Desclassificado (Disqualified)            |   |                                      |
| Recorde da temporada  | Recorde da temporada do atleta (Season best) | Recorde sul-americano | Recorde sul-americano (South America) | NM                         | Sem marca (No mark)                       |   |                                      |